# Косарщина
Косарщина — село в Україні, у Бродівській міській громаді Золочівського району Львівської області. Населення становить 53 особи. Колишній орган місцевого самоврядування — Пониковицька сільська рада.

## Назва
Початково село називалося Козаччина (польською Kozaczyzna). За радянських часів назва була асимільована до Косарчина. У 1989 р. назву села Косарчина було змінено на одну літеру.

## Історія
Одна з версій походження назви села полягає в тому, що у  1648 році  після дванадцятитижневої облоги козацькими військами Богдана Хмельницького Бродівського замку поранених козаків було залишено на місці теперішнього села для лікування. За іншою версією, назва села походить від прізвища сільського старости (солтиса) Косацького. 
З 1918 по 1939 село входило до складу Тарнопольського Воєводства Другої Речіпосполитої. На території села знаходилася цегельня. 
12 червня 2020 року, відповідно до розпорядження Кабінету Міністрів України № 718-р «Про визначення адміністративних центрів та затвердження територій територіальних громад Львівської області», село увійшло до складу Бродівської міської громади.
19 липня 2020 року, в результаті адміністративно-територіальної реформи та ліквідації Бродівського району, село увійшло до складу новоствореного Золочівського району.